# Antitoxine

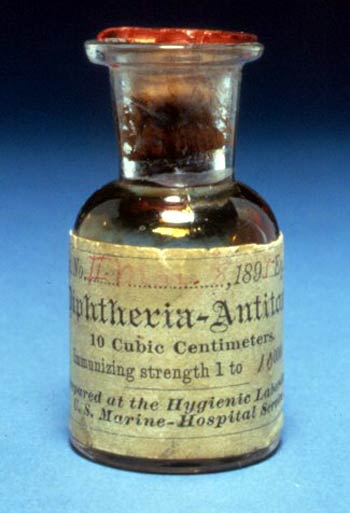
Flacon historique, datant de 1895, contenant l'antitoxine de la diphtérie.

Une antitoxine est un anticorps ayant la capacité de neutraliser une toxine spécifique. Les antitoxines sont produites par certains animaux, plantes et bactéries.